# پرسیوال لوول
پرسیوال لوول، (به انگلیسی: Percival Lowell) نویسنده، ریاضی‌دان، و ستاره‌شناس، و برای شش سال یک کارخانه‌دار آمریکایی (زاده ۱۳ مارس ۱۸۵۵ – درگذشته ۱۲ نوامبر ۱۹۱۶) بود. وی محرکی برای اندیشه وجود کانال در مریخ (بهرام)، بنیانگذار رصدخانه لوول در فلگستف، آریزونا و آغازگر تلاش برای یافتن سیاره پلوتو بود که ۱۴ سال پس از مرگ وی کشف شد.
خانوادهٔ پرسیوال لوول از خاندان لوول بوستون بودند. برادر وی رئیس دانشگاه هاروارد، خواهرش شاعر نقاد و چاپخانه داشته‌است.
لوول در نظریه «کانال‌های مریخ» موضوع حیات هوشمند در مریخ را مطرح نمود و کتاب‌هایی در این زمینه نوشت و حتی توانست مراکز علمی را نیز متقاعد سازد که در مریخ حیات هوشمند وجود دارد. بر اساس این نظریه، مریخ سیاره‌ای سرسبز و دارای آب بوده‌است که به مرور زمان خشک می‌شود و ساکنان مریخ با حفر کانال‌های مهندسی ساز، آب را از قطب یخ زده به سراسر مریخ منتقل می‌کنند.